# Ronneby (Gemeinde)
Koordinaten: 56° 13′ N, 15° 17′ O

Ronneby ist eine Gemeinde (schwedisch kommun) in der schwedischen Provinz Blekinge län und der historischen Provinz Blekinge. Der Hauptort der Gemeinde ist die Stadt Ronneby.

## Orte

Ronneby stadshus (Rathaus)

Diese Orte sind größere Ortschaften (tätorter):
| Ortsname       | Einwohner * | Fläche ** |
| -------------- | ----------- | --------- |
| Bräkne-Hoby    | 1 718       | 2,41 km²  |
| Johannishus    | 768         | 1,00 km²  |
| Kallinge       | 4 871       | 5,54 km²  |
| Listerby       | 987         | 2,10 km²  |
| Ronneby        | 13 076      | 8,21 km²  |
| Ronnebyhamn    | 751         | 1,97 km²  |
| Utanför tätort | 5 547       |           |

* Stand 2017 ** Stand 2015

## Städtepartnerschaften
Partnerstädte Ronnebys sind:
| - Mänttä-Vilppula, Finnland, seit 1954 - Høyanger, Norwegen, seit 1956 - Enfield, Connecticut, USA, seit 1965 - Berlin-Steglitz-Zehlendorf, Deutschland, seit 1976 - Johnson City, Tennessee, USA, seit 1987 | - Schopfheim, Deutschland, seit 1987 - Elbląg, Polen, seit 1991 - Slawskk, Russland, seit 2000 - Bornholm, Dänemark, seit 2006 - Gherla, Rumänien, seit 2016 |